# Pas del Llop (Castissent)
El Pas del Llop és un pas de muntanya de 672,6 m al límit dels termes municipals de Sant Esteve de la Sarga i de Tremp, dins de l'antic terme de Fígols de Tremp, al Pallars Jussà.
Està situat al sud-est del poble de Castissent, a llevant del Molar de Mont-rebei, enlairat a la dreta del barranc Gros.